# St. Christophorus (Braunschweig-Rühme)

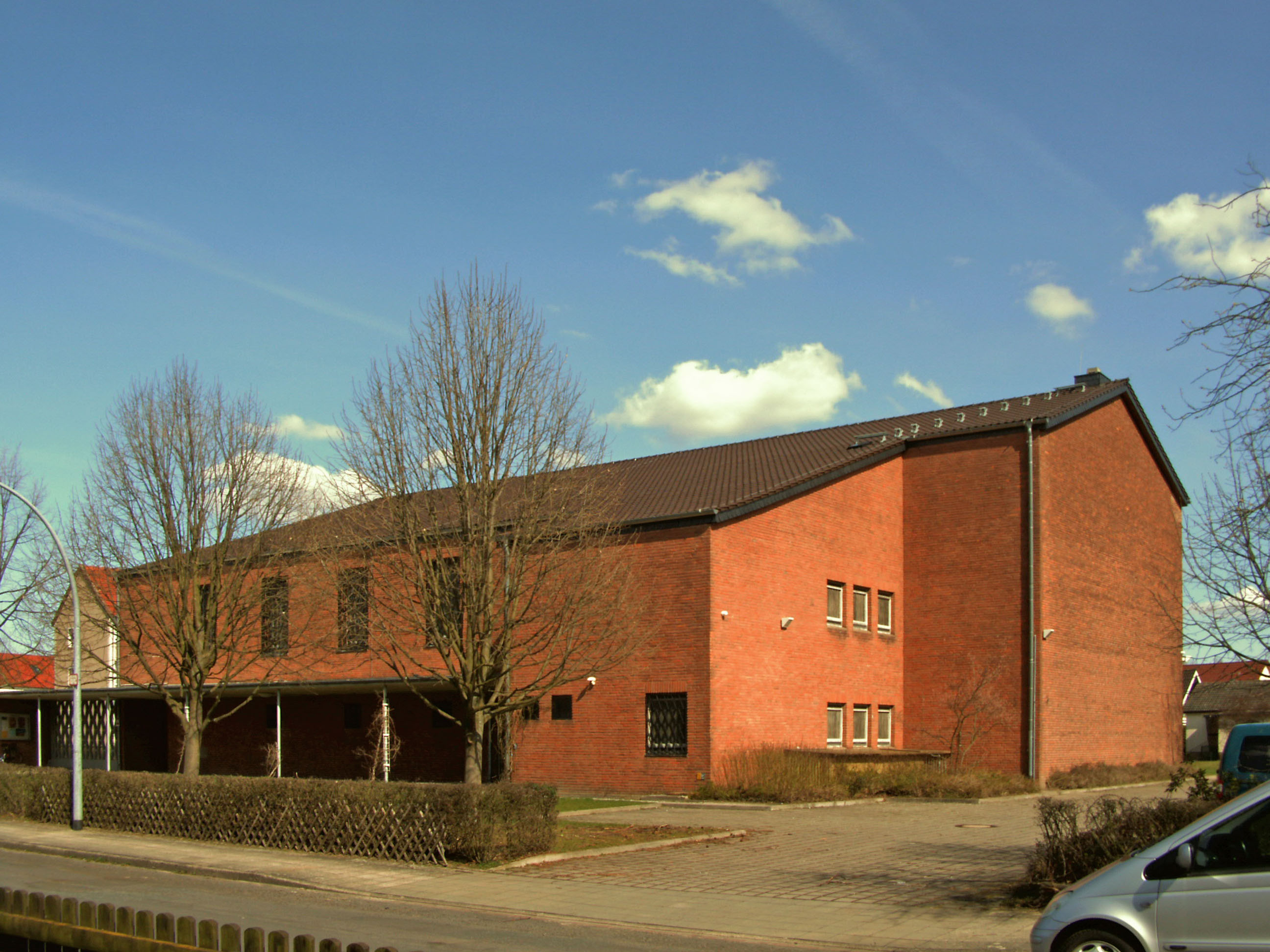
St.-Christophorus-Kirche

Sankt Christophorus ist die römisch-katholische Kirche in Rühme, einem Stadtteil von Braunschweig. Sie gehört zur Pfarrgemeinde St. Aegidien im Dekanat Braunschweig des Bistums Hildesheim. Die nach dem heiligen Christophorus benannte Kirche befindet sich in der Straße Hesterkamp 7A.

## Geschichte
1946 ließen sich in Folge des Zweiten Weltkriegs katholische Heimatvertriebene, insbesondere aus der Grafschaft Glatz, im Norden von Braunschweig nieder. Katholische Gottesdienste wurden in der evangelischen Kirche in Wenden durch Erzpriester Heinrich Döring gehalten. 1948 bestand in Wenden bereits ein Seelsorgebezirk, den ab diesem Jahr Pfarrer Wilhelm Titz übernahm.
1953 wurde in Rühme ein Haus als Pfarrhaus erworben. Bereits ab diesem Jahr wurden in Rühme katholische Kirchenbücher geführt. 1954 wurde im Pfarrhaus eine Hauskapelle eingerichtet, in der, neben den Gottesdiensten in der evangelischen Kirche, weitere Gottesdienste stattfanden. 1956 wurde der aus Rybnik in Oberschlesien stammende Johannes Kollmann (1915–2014) Seelsorger der im Aufbau befindlichen St.-Christophorus-Gemeinde, die damals etwa 2800 Katholiken umfasste. Es war dies nach seiner Kaplanszeit an der Herz-Jesu-Kirche in Bremerhaven-Lehe seine erste Pfarrstelle, auf der er bis zu seinem Eintritt in den Ruhestand im Jahre 1990 verblieb.
Seit 1960 führt die Gemeinde offiziell den Namen „St. Christophorus“. Auf dem Gemeindegebiet befindet sich das Volkswagenwerk Braunschweig, so dass die Gemeinde nach dem Schutzpatron der Autofahrer, dem heiligen Christophorus, benannt wurde. Auch bei den katholischen Kirchen im Umfeld des Volkswagenwerkes Hannover und des Volkswagenwerkes Wolfsburg, St. Christophorus (Hannover) und St. Christophorus (Wolfsburg), wurde der heilige Christophorus zum Schutzpatron.
Am 30. Juli 1961 erfolgte die Grundsteinlegung der Kirche, und am 1. Oktober desselben Jahres wurde die selbstständige Kirchengemeinde „St. Christophorus“ eingerichtet. Am 13. Mai 1962 folgte die Konsekration der Kirche durch Bischof Heinrich Maria Janssen. Am 1. März 1982 wurde die Kirchengemeinde zur Pfarrei erhoben. 1990 übernahm Pfarrer Peter Pichlmeier († 2005) die Gemeinde. 1992/93 wurde ein neues Pfarrheim erbaut, und ab 1994 war Reinhard Düring als letzter ortsansässiger Pfarrer tätig.
Seit dem 1. Dezember 2003 bildete die Gemeinde St. Christophorus mit den Braunschweiger Gemeinden St. Aegidien, St. Godehard, St. Joseph und St. Laurentius eine Seelsorge-Einheit, aus der am 1. November 2006 die heutige Pfarrgemeinde „St. Aegidien“ gebildet wurde.

## Architektur und Ausstattung
Die in rund 70 Meter Höhe über dem Meeresspiegel gelegene Kirche wurde nach Plänen des Braunschweiger Architekten Bernhard Schneemann erbaut, ausgeführt als turmlose Hallenkirche mit braunroter Klinkerverblendung. Die schlichte Kirche verfügt, einschließlich des Seitenschiffes, über 297 Sitzplätze. Auf den Türen des Haupteinganges befinden sich die Buchstaben Alpha und Omega (Α und Ω), der erste und der letzte Buchstabe des klassischen griechischen Alphabets. Sie sind ein Symbol für Anfang und Ende, damit für das Umfassende, für Gott.
Der Innenraum wird von einem Mosaik an der Rückwand des Altarraumes dominiert, es zeigt den heiligen Christophorus mit dem Jesuskind auf seiner Schulter. Der Kreuzweg umfasst 15 Stationen, wovon die 15., größere Station die Auferstehung Jesu Christi darstellt. In einem tiefergelegten Bereich der Kirche befindet sich das Taufbecken, ein Wandmosaik zeigt dort die Taufe. Ein Beichtstuhl ist in die Ostwand der Kirche eingelassen, ein zweiter Beichtstuhl befindet sich unter der Orgelempore. Die Marienstatue stammt aus der profanierten St.-Godehard-Kirche und wurde 2011 in der St.-Christophorus-Kirche aufgestellt. Die Pfeifenorgel wurde von G. F. Steinmeyer & Co. erbaut.